# Cantonul Laventie
Cantonul Laventie este un canton din arondismentul Béthune, departamentul Pas-de-Calais, regiunea Nord-Pas-de-Calais, Franța.

## Comune
| Comune            | Populație (1999) | Cod poștal | Cod INSEE |
| ----------------- | ---------------- | ---------- | --------- |
| Fleurbaix         | 2 480            | 62840      | 62338     |
| Laventie          | 4 383            | 62840      | 62491     |
| Lestrem           | 3 789            | 62136      | 62502     |
| Lorgies           | 1 174            | 62840      | 62529     |
| Neuve-Chapelle    | 958              | 62840      | 62606     |
| Sailly-sur-la-Lys | 3 981            | 62840      | 62736     |